# Marcel Ciolacu
Ion-Marcel Ciolacu (Buzău, 28 novembre 1967) è un politico rumeno, Primo ministro della Romania dal 15 giugno 2023 al 6 maggio 2025.
Membro del Partito Social Democratico, tra il 1996 e il 2012 ha rivestito diversi incarichi a livello locale nel distretto di Buzău (consigliere locale, distrettuale e vicesindaco).
È stato eletto deputato nel 2012, scalando le gerarchie del partito e avvicinandosi successivamente al presidente del PSD Liviu Dragnea. Ottenuto un nuovo mandato alla camera dei deputati nel 2016, nel 2017 è stato indicato come vice primo ministro di Mihai Tudose.
Rotti i rapporti con Dragnea, dopo l'arresto di quest'ultimo nel maggio 2019, Ciolacu lo ha sostituito alla guida della camera dei deputati, che ha presieduto fino al dicembre 2020. Sei mesi più tardi, in seguito alla disfatta elettorale del PSD alle elezioni presidenziali del novembre 2019, è riuscito ad ottenere le dimissioni dell'intero gruppo dirigente del partito, divenendone nuovo presidente ad interim. Nel corso del congresso del 22 agosto 2020 è stato confermato presidente titolare del PSD, detenendo la carica fino al 20 maggio 2025.
Sulla base di accordi di coalizione tra PSD e PNL, nel novembre 2021 è tornato a rivestire l'incarico di presidente della camera dei deputati e nel giugno 2023 è diventato primo ministro. Nel dicembre 2024 è stato nominato per un secondo mandato da premier.
Nel 2024 è arrivato terzo alle elezioni presidenziali poi annullate dalla corte costituzionale.

## Biografia
Nacque a Buzău, figlio del pilota dell'aviazione Ion Ciolacu. In base al proprio curriculum tra il 1991 e il 1995 frequentò la facoltà di giurisprudenza dell'Università ecologica di Bucarest, malgrado l'ateneo avesse ricevuto l'autorizzazione al funzionamento da parte dello stato solamente nel maggio 1995. Attivo negli anni successivi nella vita politica del distretto di Buzău, riprese gli studi nel 2003, completando l'anno seguente un corso in economia e gestione dell'amministrazione locale presso lo stesso ateneo privato.
Tra il 2008 e il 2009 frequentò una serie di lezioni sulla sicurezza nazionale presso l'Università nazionale di difesa "Carlo I" e tra il 2010 e il 2012 un master in gestione delle finanze pubbliche organizzato dalla Scuola nazionale di studi politici e amministrativi di Bucarest.

## Carriera politica

### Consigliere locale e vicesindaco di Buzău
Nel 1989 partecipò alla rivoluzione contro Nicolae Ceaușescu nella città di Buzău, fatto che gli valse il riconoscimento di un "Certificato di rivoluzionario", sebbene il suo ruolo negli eventi sia successivamente stato messo in dubbio da un'inchiesta giornalistica della testata Recorder.
Membro del Fronte di Salvezza Nazionale (FSN) dal 1990, mantenne la tessera del partito in tutte le sue successive riformulazioni (FDSN, PDSR, PSD).
Completati gli studi in legge, nel 1996, a 29 anni, fu eletto consigliere comunale del municipio di Buzău, iniziando la propria carriera politica nella pubblica amministrazione locale. Tra il 1996 e il 2000 fu anche presidente della sezione giovanile del Partito della Democrazia Sociale di Romania (PDSR) della città di Buzău.
Quattro anni più tardi, in occasione delle elezioni locali del 2000, fu eletto consigliere distrettuale, rivestendo in seno alla giunta i ruoli di capogruppo consiliare e di responsabile per la comunicazione e la pubblicità elettorale. A livello di partito, che nel 2001 cambiò nome in Partito Social Democratico (PSD), nel 2000 divenne uno dei vicepresidenti sia della sezione municipale, che di quella distrettuale, incarichi mantenuti fino al 2010. Nel 2010 fu promosso a presidente della filiale municipale del PSD.
Esaurito il mandato di consigliere distrettuale, nel 2004 fu indicato per il ruolo di vicesindaco dal primo cittadino di Buzău, Constantin Boșcodeală, venendo riconfermato anche nel 2008, anno nel quale fu rieletto alla funzione di consigliere comunale. Vicesindaco di Boșcodeală dal 2004 al 2012, nello stesso periodo fu a diverse riprese consigliere giuridico della società privata S.C.Alcom S.R.L. e direttore esecutivo dell'azienda municipalizzata del comune di Buzău Urbis Serv S.R.L. (maggio 2007-luglio 2008). Tra il novembre e il dicembre 2004, tra le dimissioni di Vasile Ion e la nomina di Cristinel Bîgiu, occupò ad interim il posto di prefetto di Buzău.

### Elezione a deputato
Nel dicembre 2012 fu eletto per la prima volta membro della camera dei deputati. Nel corso della legislatura fu segretario dell'ufficio di presidenza della camera (a partire da marzo 2014), segretario della commissione sulla pubblica amministrazione (dicembre 2012-marzo 2014), membro della commissione per le comunicazioni (maggio 2013-febbraio 2015) e membro supplente della delegazione romena presso l'assemblea parlamentare dell'OSCE.
Nel marzo 2013 fu nominato dal primo ministro Victor Ponta nella funzione di consigliere onorario per la regionalizzazione e la pubblica amministrazione, ma fu dimesso dall'incarico nel maggio 2015, a margine di uno scandalo giornalistico che vedeva il suo nome associato a quello del terrorista Omar Hayssam.
Parallelamente all'attività di parlamentare e di consigliere del premier, Ciolacu continuò a crescere nelle gerarchie del partito. Nel maggio 2015 divenne membro del consiglio nazionale del PSD, incaricato del coordinamento del dipartimento economia, investimenti e lavoro.
Nello stesso anno il presidente del PSD di Buzău, Constantin Boșcodeală, fu condannato in primo grado a 5 anni di reclusione per il finanziamento illegale della squadra di calcio del Gloria Buzău. La sentenza aprì una lotta di potere in seno alla dirigenza locale del PSD, quando Ciolacu annunciò di voler divenire il successore di Boșcodeală alla guida della filiale distrettuale, malgrado questi non avesse ancora rassegnato le proprie dimissioni e altri colleghi avessero espresso il desiderio di candidarsi alla funzione. Il 18 settembre 2015 i delegati del partito si espressero in favore di Ciolacu, che divenne leader del PSD nell'area di Buzău. I risultati dell'elezione, però, furono contestati dall'altro candidato Vasile Ion e dal gruppo dei suoi seguaci (il senatore Victor Mocanu e i deputati Adrian Mocanu e Marian Ghiveciu), che reclamarono delle profonde irregolarità nel voto.
Il 19 dicembre 2016, nel corso dell'ultima seduta della camera nella legislatura 2012-2016, Ciolacu annunciò insieme a Liviu Dragnea le proprie dimissioni da deputato, in modo da non poter beneficiare della pensione speciale riconosciuta ai parlamentari che completavano un intero mandato.

### Ministro di Tudose e presidente della camera dei deputati

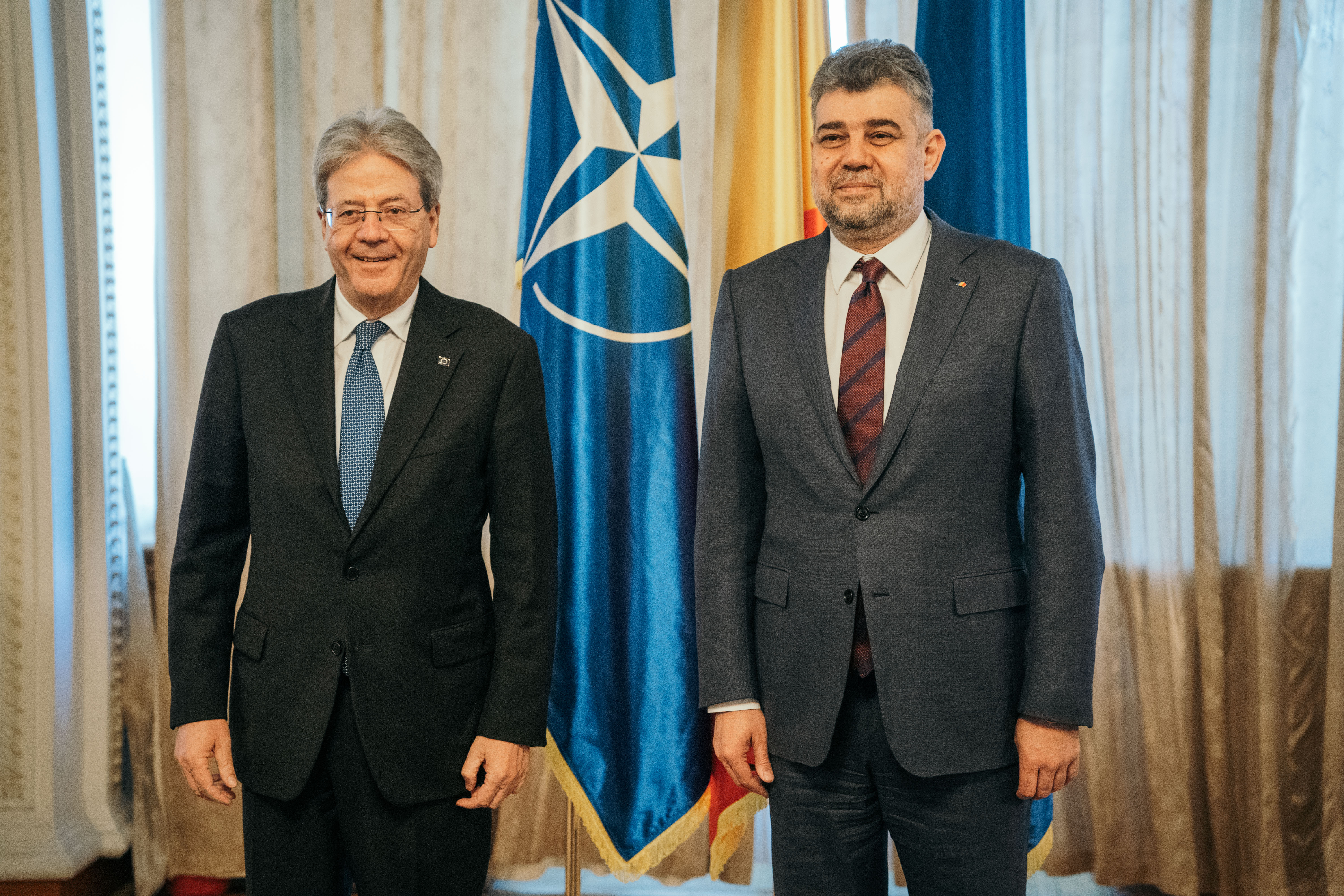
Il commissario europeo Paolo Gentiloni incontra Marcel Ciolacu a Bucarest, il 28 marzo 2022.

Rieletto anche in occasione delle elezioni parlamentari del 2016, nella nuova legislatura rivestì diversi incarichi in seno all'ufficio di presidenza della camera. Segretario fino al febbraio 2017, nel febbraio 2018 fu indicato come questore, fino alla sua nomina a presidente avvenuta nel maggio 2019. Tra gli altri incarichi parlamentari fu presidente della commissione congiunta con il senato sull'elaborazione del codice amministrativo, presidente (fino ad aprile 2017) e poi membro semplice della commissione per la convalida, membro della commissione affari europei e della delegazione della Romania all'Assemblea parlamentare del Consiglio d'Europa, in cui rimase fino a luglio 2017. Come nella precedente legislatura, si dimise dalla camera il 19 dicembre 2020 in occasione dell'ultima seduta, rinunciando alla pensione speciale.
All'inizio del 2017 era considerato un personaggio di fiducia del presidente del PSD Liviu Dragnea, con cui intratteneva un rapporto d'amicizia. Il suo nome fu veicolato come quello di possibile ministro della pubblica amministrazione del governo Grindeanu, ma gli fu preferita Sevil Shhaideh. Tra il febbraio e il giugno 2017 Ciolacu fu capogruppo del PSD alla camera, lasciando la posizione solo in seguito alla sua nomina a vice primo ministro del neonato governo Tudose, proprio su indicazione di Dragnea, che voleva un proprio uomo all'interno del gabinetto di governo. Tra il 6 e il 12 settembre 2017 fu anche ministro della difesa ad interim come successore di Adrian Țuțuianu e predecessore di Mihai Fifor.
Avvicinatosi al premier, fu un personaggio equilibrato nei rapporti con le istituzioni e nel gennaio 2018 sostenne Mihai Tudose nella lotta condotta da una parte della dirigenza del PSD contro Dragnea, evento che, alla fine, portò alle dimissioni del governo. Da quel momento i rapporti tra Ciolacu e il leader del PSD si raffreddarono, fino a spingere Marcel Ciolacu a firmare una lettera per la sua destituzione in cui ne contestava lo stile politico autoritario, nel settembre 2018, al fianco dei colleghi Paul Stănescu, Gabriela Firea e Adrian Țuțuianu. Il mese successivo i due furono protagonisti di un acceso confronto verbale in parlamento.
Nel maggio 2019 l'arresto di Liviu Dragnea per un caso di corruzione liberò la presidenza della camera dei deputati. Ciolacu, candidatosi alla funzione e sostenuto dal nuovo gruppo dirigente, il 29 maggio fu eletto con i voti di PSD, ALDE e PRO Romania (172 a favore, 120 contrari), sconfiggendo gli esponenti dell'opposizione Raluca Turcan e Hunor Kelemen. Nella sua prima dichiarazione successiva all'elezione a presidente della camera affermò che avrebbe avuto uno stile più conciliante rispetto a quello di Dragnea.

### Presidente ad interim del PSD

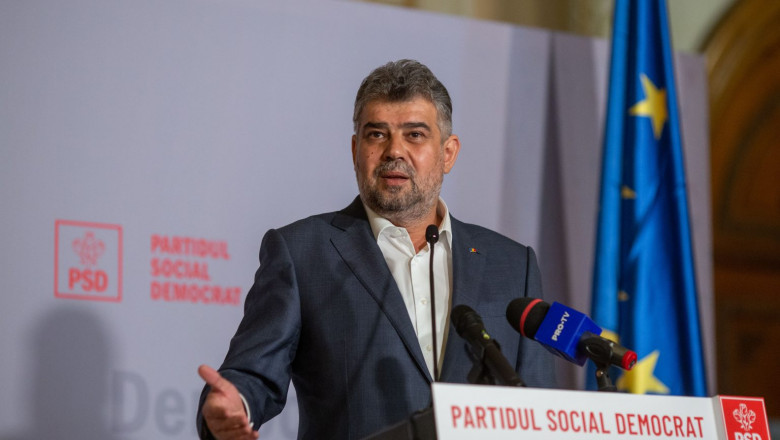
Marcel Ciolacu nel corso di una conferenza stampa nel 2021.

Il 7 giugno 2019 il comitato esecutivo del PSD approvò a maggioranza la celebrazione immediata di un congresso, il 29 giugno, per la scelta del nuovo presidente in sostituzione di Dragnea. Alla mozione si opposero Gabriela Firea, Marcel Ciolacu e Paul Stănescu, che ritenevano prioritaria una più approfondita analisi della sconfitta elettorale alle europee prima di procedere alle nomine della dirigenza e proposero, senza successo, di posticipare il congresso in autunno. Fu eletto quale nuovo leader il primo ministro Viorica Dăncilă che, malgrado il freddo sostegno riconosciuto da Ciolacu alla sua figura, fu anche la candidata del PSD alle elezioni presidenziali dell'autunno 2019, nelle quali si registrò la disfatta dei socialdemocratici contro il capo di stato uscente Klaus Iohannis.
Trattandosi del peggior risultato elettorale mai ottenuto dal PSD, nei giorni successivi Ciolacu si erse a capo di una corrente che chiedeva di azzerare la dirigenza e riorganizzare il partito prima di un nuovo congresso. Portò discussioni con i leader locali del PSD e provò personalmente a convincere Viorica Dăncilă a rassegnare le dimissioni, pur incontrando diverse resistenze. Il comitato esecutivo del partito convocato il 26 novembre 2019 realizzò i desideri di Ciolacu. Fu creato un organo dirigente collettivo e stabilito il contemporaneo scioglimento dell'ufficio permanente nazionale, fino ad un nuovo congresso da celebrarsi nel febbraio 2020. Marcel Ciolacu assunse la presidenza ad interim, il ruolo di presidente esecutivo fu eliminato e quello di segretario generale ad interim fu dato a Paul Stănescu. Al loro fianco avrebbero agito altri 15 colleghi, in qualità di membri della dirigenza collettiva.
Il 9 gennaio 2020 fu riconfermato all'unanimità leader del PSD del distretto di Buzău nel corso della conferenza straordinaria organizzata dalla filiale locale.

### Presidente titolare del Partito Social Democratico
Nei mesi successivi da capo ad interim del partito continuò a guidare l'opposizione al governo Orban, mentre nel corso del congresso del 22 agosto 2020 vinse facilmente la concorrenza dell'avversario Eugen Teodorovici per la nomina a presidente titolare del PSD. Ciolacu ottenne 1.310 voti contro i 91 per Teodorovici e riuscì ad imporre la sua squadra a capo delle strutture del partito. Su sua proposta furono promossi a primi vicepresidenti Gabriela Firea e Sorin Grindeanu, mentre Vasile Dîncu fu nominato presidente del consiglio nazionale.
Come da proprio programma, Ciolacu desiderava distanziarsi dalle politiche del PSD degli ultimi anni, promettendo di escludere nuove diatribe con la giustizia e tentativi di influenzare la magistratura, nonché di battersi contro il nepotismo. In fase congressuale Ciolacu affermò che sotto la sua presidenza il partito non sarebbe più stato guidato un "padrone", ma da una squadra composta da professionisti.
Alle elezioni parlamentari del 2020 il PSD fu il primo partito per numero di voti, ma il presidente Iohannis indicò un primo ministro del PNL, che formò un governo di coalizione con l'USR PLUS. Ciolacu reclamò il fatto che il governo non rappresentava la scelta dell'elettorato, poiché era stato il suo partito a vincere le elezioni e che, per tale motivo, avrebbe condotto un'opposizione totale al nuovo esecutivo. Il 5 ottobre 2021 votò al fianco di altri partiti a favore della mozione di sfiducia che costrinse alle dimissioni il governo Cîțu.
Il 23 novembre 2021, a margine degli accordi per la formazione di un governo di coalizione tra PNL e PSD, riuscì ad ottenere l'elezione a presidente della camera dei deputati. Nel corso della votazione parlamentare Ciolacu conseguì 217 voti a favore e 77 contrari, superando l'altro candidato Cristina Prună (USR).
Il 26 novembre 2022 fu nominato dall'Internazionale socialista quale vicepresidente del gruppo per l'Europa centrale e orientale.

### Primo ministro

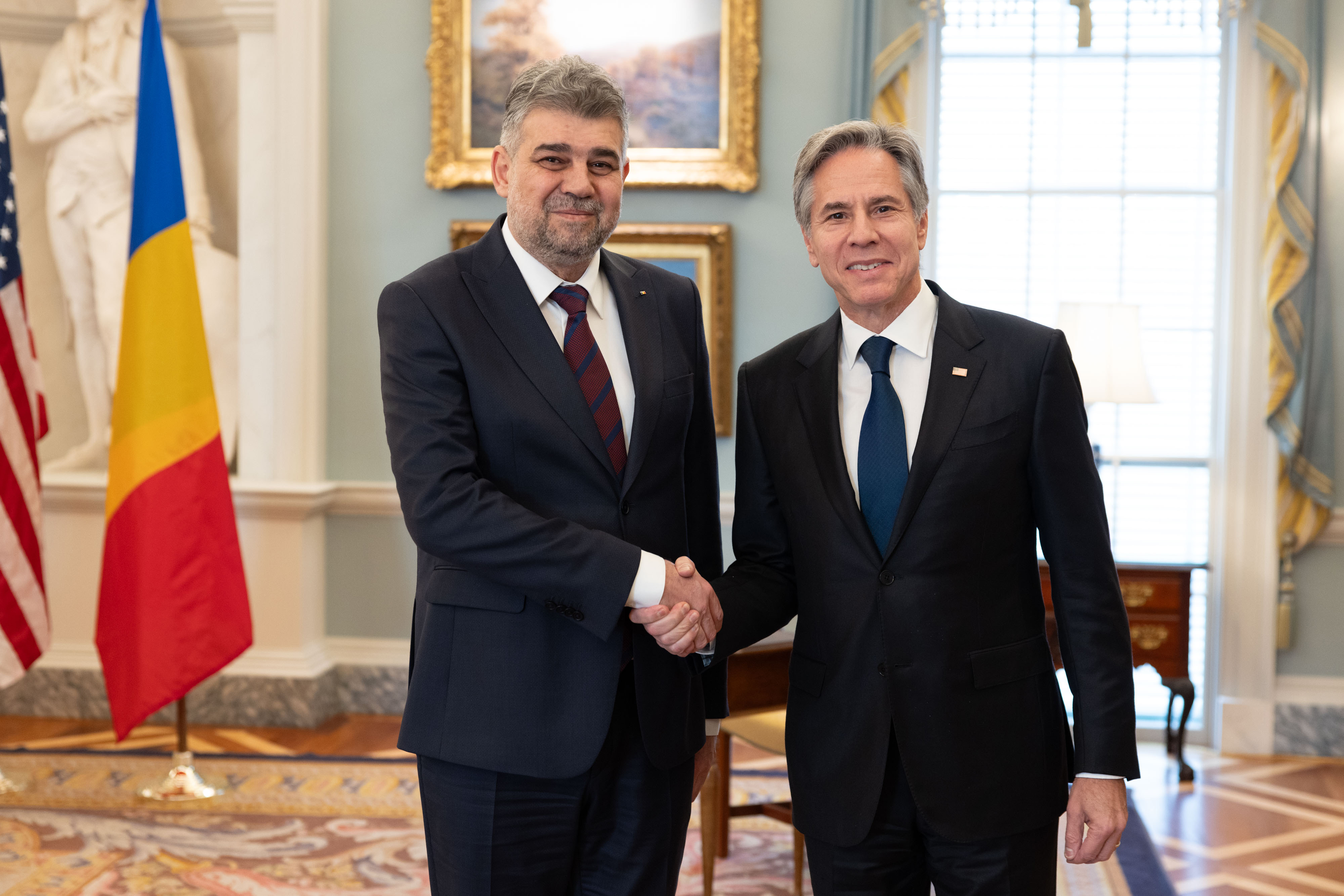
Marcel Ciolacu all'incontro con il Segretario di Stato degli Stati Uniti Antony Blinken il 4 dicembre 2023.

Sulla base degli anteriori accordi di coalizione del 2021 tra PSD e PNL, che avevano trovato un punto d’incontro su un governo di rotazione, il 12 giugno 2023 il precedente Primo ministro Nicolae Ciucă si dimise, avviando così il processo costitutivo per un nuovo gabinetto presieduto da Marcel Ciolacu. Il governo entrò in carica il 15 giugno 2023, dopo aver ricevuto la nomina presidenziale e, in seguito, l’approvazione parlamentare.
Il suo governo varò diversi provvedimenti per abbassare il prezzo di generi alimentari ed energia al fine di stemperare l'inflazione, che alla fine del 2023 si assestò al 7% e continuò a scendere nel corso dell'anno successivo. Pur in calo, il tasso d'inflazione registrato in Romania nel 2024 rimase uno dei più alti d'Europa. Al contempo le azioni intraprese dall'esecutivo aumentarono la pressione fiscale e provarono a ridurre la spesa pubblica, pur non riuscendo a contenere il calo della crescita e l'incremento del deficit pubblico, che nel settembre 2024 toccò il 6,9% del PIL.
Il governo Ciolacu completò la legge per la riforma delle pensioni speciali nell'ottobre 2023 e il mese successivo emanò quella per le pensioni pubbliche.
Nel settembre 2023 ottenne il pagamento di una tranche dei fondi del PNRR (Next Generation EU) e nel dicembre 2023 inoltrò alla Commissione europea la domanda per un ulteriore versamento. Le autorità di Bruxelles tuttavia rilevarono la mancata realizzazione di vari obiettivi concordati, tra i quali l'implementazione di un processo trasparente di nomina degli amministratori delle aziende pubbliche, e nell'ottobre 2024 approvarono un pagamento parziale della successiva tranche.
Sul piano della politica estera il governo giunse ad un accordo per l'adesione parziale della Romania allo spazio Schengen per le sole frontiere aeree e marittime a partire dal marzo 2024 e per la piena ammissione a partire dal 1º gennaio 2025. In continuità con la politica del precedente governo, sostenne la posizione dell'Ucraina nel contesto del conflitto con la Russia. A tal proposito nel settembre 2023 il parlamento approvò la donazione a Kiev di un sistema di difesa antiaerea Patriot.

### Elezioni presidenziali del 2024
Dopo varie analisi il 20 agosto 2024 Marcel Ciolacu informò i membri del PSD della sua intenzione di candidarsi a presidente della Romania. La decisione fu ratificata dal congresso del partito del 24 agosto 2024 (con 2 257 voti a favore, 4 contrari e 3 astenuti), che lo rielesse anche presidente del PSD (con 2 253 voti a favore, 6 contrari e 5 astenuti). Il 20 ottobre 2024 presentò il programma per le elezioni presidenziali intitolato «La via sicura per la Romania» («Calea sigură pentru România»). Il documento illustrava varie priorità per la realizzazione di cinque obiettivi fondamentali: crescita dei redditi e del potere d'acquisto, reindustrializzazione del paese, completamento delle autostrade, pari opportunità in istruzione e sanità, rispetto per i romeni all'estero.
Al primo turno del 24 novembre 2024 con il 19% delle preferenze giunse terzo alle spalle della liberale Elena Lasconi (USR), nonostante egli fosse dato più avanti dai sondaggi politici alla vigilia del voto e durante lo spoglio. Il candidato più votato fu il sovranista Călin Georgescu. L'inattesa sconfitta spinse Ciolacu a presentare le dimissioni dalla presidenza del PSD. Il 2 dicembre tuttavia ottenne un voto di fiducia interno da parte del consiglio nazionale del PSD e rimase alla guida del partito. La tornata elettorale fu annullata il successivo 6 dicembre, sulla base di una decisione della Corte costituzionale, che invocava presunte ingerenze sulla campagna elettorale da parte di paesi stranieri.
In conseguenza della crescita delle forze sovraniste alle elezioni parlamentari del 1º dicembre 2024, i partiti europeisti avviarono le trattative per un governo di grande coalizione. Al termine dei negoziati, il 23 dicembre 2024 il presidente della Romania Iohannis diede mandato a Marcel Ciolacu di formare il nuovo governo con una maggioranza composta da PSD, PNL e UDMR. Il governo Ciolacu II ricevette la fiducia da parte del Parlamento della Romania in seduta plenaria il 23 dicembre 2024 con 240 voti favorevoli su 465 membri.

### Elezioni presidenziali del 2025 e dimissioni
Il 5 maggio 2025, tuttavia, a causa del mancato raggiungimento del ballottaggio da parte di Crin Antonescu, candidato sostenuto alle elezioni presidenziali dello stesso anno dal partito politico, egli rassegna le dimissioni irrevocabili dal ruolo di Primo ministro, dimettendosi contestualmente anche dalla carica di Presidente del PSD il successivo 20 maggio.

## Posizione politiche
Si è definito un sostenitore del patriottismo economico. Osservatori esterni hanno messo in evidenza le sue idee nazionaliste e social-conservatrici. Si è opposto al riconoscimento dei matrimoni tra persone dello stesso sesso e alle unioni civili, affermando che la società rumena non è pronta per il cambiamento. Sul progressismo sociale ha dichiarato che, quando non è accettato dalle persone che non si riconoscono nei suoi valori, porta al populismo e all'estremismo e perciò non va incoraggiato. Ha affermato che il PSD difende i valori cristiani, ma che tutte le religioni devono essere rappresentate e trattate equamente.

## Aspetti controversi

### Caso Mecan Construct
Nel 2009 la corte dei conti di Buzău redasse un rapporto che constatava che Urbis Serv, azienda gestita dal comune di Buzău della quale Ciolacu era stato direttore esecutivo tra il 2007 e il 2008, aveva assegnato irregolarmente senza bando un appalto alla Mecan Construct, società di proprietà del collega di partito Dumitru Dobrică, già accusato di conflitto d'interessi in un'altra inchiesta. Gli ispettori della corte dei conti rilevarono l'esistenza di prezzi gonfiati in ciò che riguardava la manodopera e i materiali in relazione all'esecuzione dell'asfaltamento di alcune strade di Buzău, causando un danno all'amministrazione comunale di circa 1,3 milioni di euro.
Lo stesso Ciolacu specificò che il rapporto della corte dei conti era stato oggetto di una contestazione in tribunale, mentre un'inchiesta sull'argomento avviata dalla Direzione nazionale anticorruzione era stata archiviata senza l'avvio di alcun procedimento penale.

### Rapporti con Omar Hayssam
Nel maggio 2015 fu coinvolto in uno scandalo dopo che la stampa ebbe pubblicato delle foto, risalenti al 2002, che lo ritraevano durante una partita di caccia al fianco di Omar Hayssam, imprenditore condannato a 23 anni di reclusione per terrorismo. Secondo i giornalisti, inoltre, Ciolacu avrebbe contratto un prestito da Hayssam per la cifra di 200 milioni di lei (oggi 20,000 RON).

### Ritiro del "Certificato di rivoluzionario"
Nel 1989 prese parte alla rivoluzione romena a Buzău, motivo per il quale nel 1992 gli fu conferito un "Certificato di rivoluzionario" con il titolo di "lottatore noto per azioni speciali". Nell'aprile 2019 il Segretariato di Stato per il riconoscimento dei meriti dei lottatori contro il regime comunista ammise la sua richiesta di assegnarli il titolo di "lottatore con un ruolo determinante", che gli dava diritto a ulteriori privilegi. L'iter però non fu finalizzato poiché la Direzione nazionale anticorruzione avviò un'inchiesta volta a verificare la procedura di assegnazione del titolo di "lottatore con un ruolo determinante" a Ciolacu e altre undici persone.
Nel dicembre 2019 un'indagine giornalistica di Recorder mise in dubbio il suo ruolo nei giorni della rivoluzione, sottolineando diverse incongruenze nelle sue dichiarazioni e la mancanza di prove documentali riguardanti la sua effettiva partecipazione agli eventi.
Nel marzo 2023 la Direzione nazionale anticorruzione dispose l'archiviazione dell'inchiesta. Nel giugno 2023 la commissione del Segretariato di Stato per i rivoluzionari riprese la procedura e respinse la richiesta di riconoscimento del certificato di rivoluzionario come "lottatore con ruolo determinante", motivando «A seguito della verifica dei documenti del fascicolo amministrativo, la commissione constata che tra il 14 e il 22 dicembre 1989, il signor Ion Marcel Ciolacu non ha soddisfatto la condizione cumulativa di occupare e difendere gli obiettivi di particolare importanza, che appartenevano al regime totalitario, nei luoghi in cui, a seguito di queste azioni e scontri, persone sono state uccise, ferite o detenute, fino alla fuga del dittatore».
Nel settembre 2023 Ciolacu decise di appellarsi contro la decisione. Nel gennaio 2024 tuttavia rinunciò al processo.

### Collegamenti con il caso "Nordis"
Il 18 novembre 2024 la testata G4 Media pubblicò un documento dal quale risultava che Marcel Ciolacu, al fianco di familiari e di altri leader del PSD, nel 2022 avrebbe volato per scopi personali con un jet privato che la società immobiliare Nordis aveva affittato. L'azienda, di proprietà del marito della deputata PSD Laura Vicol, era entrata in insolvenza nell'ottobre 2024 ed era al centro di un'investigazione di Recorder riguardante l'uso fraudolento dei fondi ottenuti dagli investitori, oltre che essere oggetto di una commissione d'inchiesta parlamentare. Ciolacu si difese asserendo di aver sempre pagato per i propri trasferimenti e che nessuno avesse mai finanziato le sue vacanze.

### Presunto agente dei servizi segreti
Nel gennaio 2017 il deputato PSD Cristian Rizea accusò diversi colleghi di partito, tra i quali Marcel Ciolacu, Mihai Tudose, Gabriel Vlase e Georgian Pop, di essere degli ufficiali dei servizi segreti sotto copertura in parlamento.

### AssociazioneLumina 1879
Ciolacu fu tra i soci fondatori dell'associazione Lumina 1879 che, secondo la stampa locale, era un'organizzazione massonica attiva nel distretto di Buzău.

## Vita privata
Ciolacu è stato sposato e ha un figlio, nato nel 2000, Filip. Il suo testimone di nozze fu il senatore PSD Vasile Ion. La moglie, Roxana, era direttrice dell'azienda di famiglia nella quale anche Marcel Ciolacu aveva delle quote, Lucia Com 94 SRL, società con sede a Buzău attiva nella produzione di prodotti per la panificazione e la pasticceria. La coppia divorziò nel 2023.